# Shoshoni

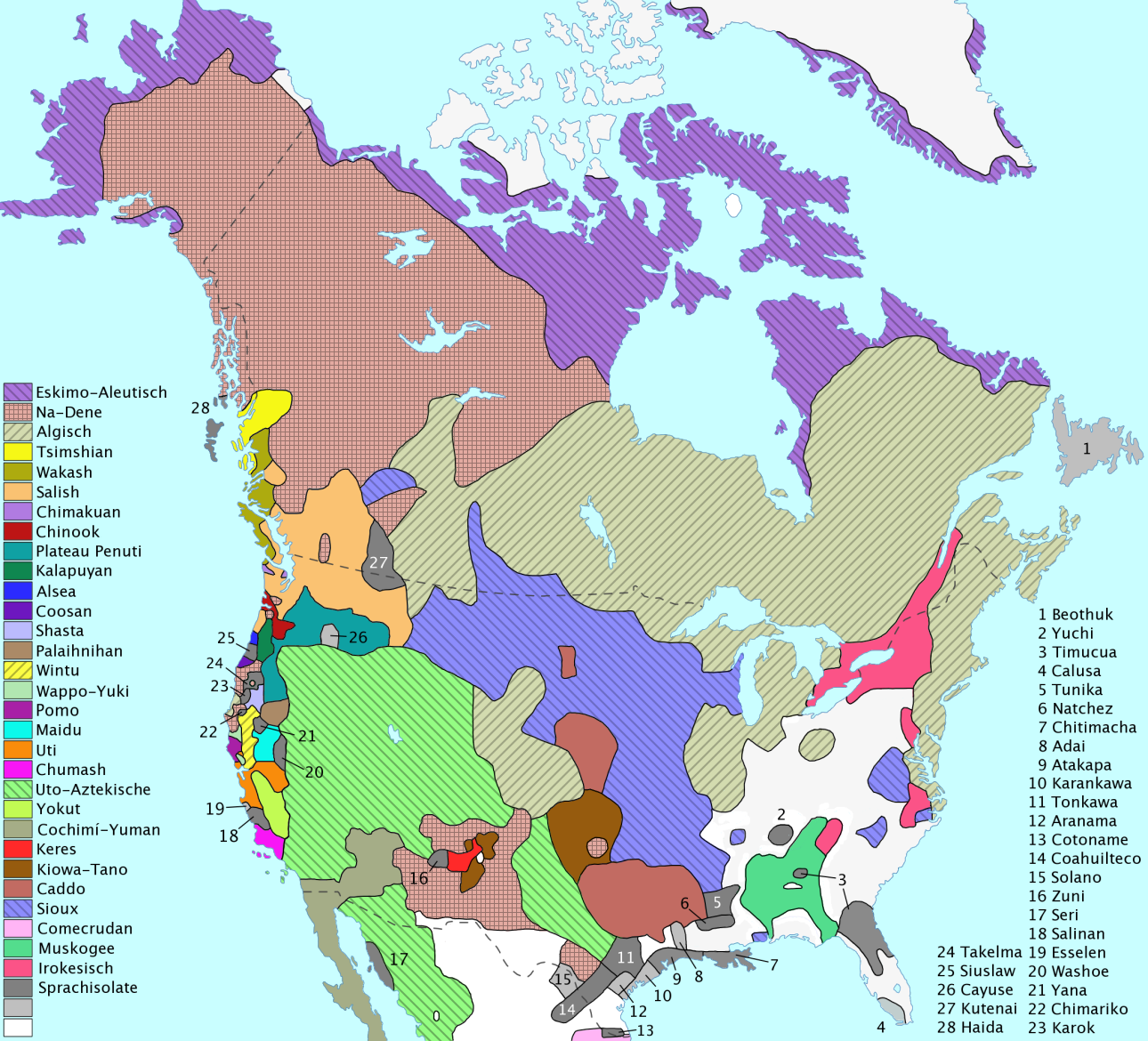
Einstige Verbreitung der einheimischen Sprachen Nordamerikas

Shoshoni oder Shoshone (Sosoni' da̲i̲gwape oder newe da̲i̲gwape) ist eine indigene Sprache Nordamerikas, die von den Shoshonen gesprochen wird und zu den Numic-Sprachen, dem nördlichsten Zweig der Sprachfamilie der Uto-Aztekischen Sprachen, gehört.

## Sprachgebiet und Sprecherzahl
Sprecher des Shoshoni leben im traditionellen Sprachgebiet in Wyoming, Utah, Nevada, Idaho und Montana. Die Hauptdialekte sind West-Shoshoni in Nevada, Gosiute im westlichen Utah, Nord-Shoshoni im südlichen Idaho und nördlichen Utah sowie Ost-Shoshoni in Wyoming.
Die Zahl der Shoshoni sprechenden hat durch Übergang zum Englischen als Umgangssprache im 20. Jahrhundert so stark abgenommen, dass heute nur noch wenige hundert Menschen das Shoshoni fließend beherrschen. Die UNESCO ordnet die Sprache als „stark bedroht“ (severely endangered) ein.